# 정주시 (전라북도)
정주시(井州市)는 전라북도에 있었던 시이다. 1981년 정읍군의 정주읍이 시로 승격되면서 생겨났고, 1995년 도농통합으로 정읍군과 함께 정읍시로 재통합하며 폐지되었다. 시청은 수성동에 위치했었다.

## 같이 보기
- 정읍시